# Тура (Удмуртия)
Тура — деревня в Красногорском районе Удмуртской республики.

## География
Находится в северо-западной части Удмуртии на расстоянии приблизительно 3 км на юго-запад по прямой от районного центра села Красногорское.

## История
Известна с 1802 года как починок Узитурги 4 дворами. В 1873 году здесь (Узиншуринской или Тура) находилось 8 дворов, в 1905 году — 25, в 1924 году (уже деревня Тура) — 41. До 2021 года входила в состав Агрикольского сельского поселения.

## Население
Постоянное население составляло 86 человек (1873), 258 (1905), 234 (1924, все удмурты), 79 человек в 2002 году (удмурты 84 %), 66 в 2012 году.
| 2010 | 2012 |
| ---- | ---- |
| 76   | ↘66  |